# Justine Blave
Justine Blave, née le 22 septembre 1991 à Bruxelles, est une footballeuse belge.

## Biographie
Elle débute en 2000 au FC Saint-Michel, elle y joue jusqu'en 2005. Elle est transférée au FCF White Star Woluwé où elle joue trois saisons. En 2008, elle est transférée au Standard de Liège où elle reste 5 saisons. Elle signe ensuite au RSC Anderlecht en 2013. En 2017, elle revient au Standard de Liège avec lequel elle remporte la coupe de Belgique en 2018. Au printemps 2020, Justine Blave est transférée à l'Eendracht Alost . En 2021, elle revient au Standard de Liège.

## Palmarès
- Championne de Belgique (2) : 2012, 2013
- Championne de Belgique D2 (1) : 2013
- Championne de Belgique D3 (1) : 2009
- Vainqueur de la Coupe de Belgique (3) : 2012, 2018, 2023
- Vainqueur de la Coupe de Belgique des équipes B (1) : 2009
- Finaliste de la Coupe de Belgique (1) : 2019

### Bilan
- 9 titres, tous avec le Standard de Liège